# Jean Beauvoir
Jean Beauvoir (Chicago, 1962) è un bassista, cantante, produttore discografico e polistrumentista statunitense di origine haitiana, celebre per essere stato componente dei Plasmatics oltre che dei Crown of Thorns.

## Biografia
Inizia a suonare la batteria durante l'infanzia, passando al basso durante l'adolescenza. Mentendo sulla propria età, diventa direttore musicale di Gary U.S. Bonds a tredici anni, entrando poco dopo nel gruppo doo wop The Flamingos. Si trasferisce a New York durante l'esplosione del punk rock, entrando come bassista nei The Plasmatics dopo aver letto l'annuncio su un giornale. Con il gruppo pubblicherà due album di studio e adotterà la capigliatura mohawk bionda con la quale diverrà celebre.
Lascia il gruppo dopo la pubblicazione di Beyond the Valley of 1984 per entrare nella band di Steven Van Zandt, Little Steven & the Disciples of Soul, per due album. Inizia la carriera da solista con l'album Drums Along the Mohawk, pubblicato nel Regno Unito dalla Virgin Records nel 1986. La traccia Feel the Heat viene scelta per il film di Sylvester Stallone Cobra, diventando una hit negli Stati Uniti e raggiungendo la 73ª posizione della Billboard Hot 100. Sull'onda del successo del singolo, Drums Along the Mohawk viene pubblicato negli Stati Uniti raggiungendo la 93ª posizione della Billboard 200. Il successo è ancora maggiore, con il singolo Feel the Heat che raggiunge le prime dieci posizioni in Europa e Australia.

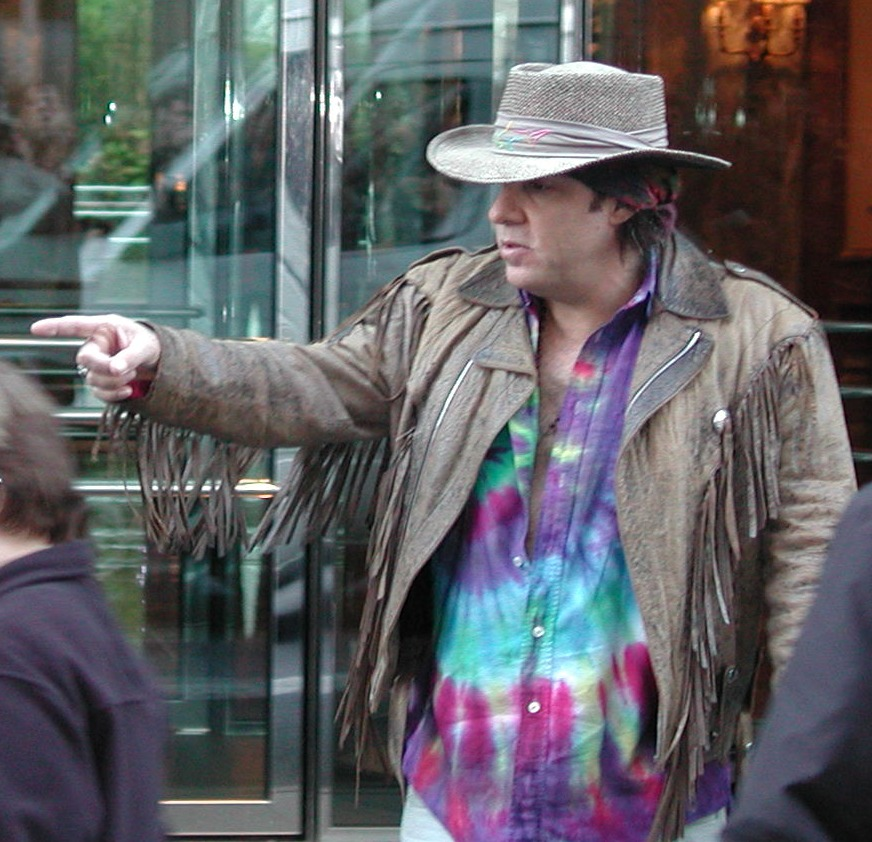
Steven Van Zandt.

Beauvoir pubblica altri album da solista nei tardi anni ottanta, pubblicati principalmente in Europa. Nel frattempo scrive, produce e suona con artisti come Kiss, John Waite, Ramones, Nona Hendryx, The Pretenders, Deborah Harry, Lionel Richie ed 'N Sync, vendendo in totale oltre un milione e mezzo di album come produttore. Diventa inoltre frontman dei Voodoo X e dei Crown of Thorns, che firmano un contratto con la Interscope Records e raggiungono un notevole successo mondiale pur non pubblicando album negli Stati Uniti.
Beauvoir fonda e dirige il Voodoo Island Entertainment Group le cui divisioni includono la Voodoo Island Records e la Voodoo Island Productions. Nel corso della sua carriera ha creato società con artisti come Richard Branson, Al Teller, Ted Fields, Jimmy Iovine, Gene Simmons, Paul Stanley e Lou Pearlman. È inoltre fondatore e presidente della Hot Boy Music e della Tigre Noire Music. Attualmente è direttore per la Renegade Nation, compagnia fondata da Steven Van Zandt, e continua a produrre, scrivere e cantare con i suoi Crown of Thorns.
Oltre al proprio lavoro nella colonna sonora del film di Sylvester Stallone, ha anche composto canzoni per i film Cimitero vivente, Sotto shock, Flawless - Senza difetti, School of Rock, Fuga dal Natale, The Guilty - Il colpevole, Vita da camper, Rock and Roll High School Forever e Berlin Nights.

## Discografia
Discografia e crediti

### Solista

#### Album studio
- 1986 - Drums Along the Mohawk (Virgin) #93 Billboard 200[7]
- 1988 - Jacknifed (Columbia)
- 1996 - Rockin' in the Street (Charisma)
- 2001 - Bare to the Bones (Point)
- 2004 - Chameleon (Frontiers)

#### Singoli
- 1986 - Feel the Heat #73 Billboard Hot 100[6]

#### Apparizioni in compilation
- 1986 - Cobra (colonna sonora)
- 1994 - Don't Touch My 45's: Great Lost Singles of the 80's

### Con i Plasmatics

#### Album studio
- 1980 - New Hope for the Wretched
- 1981 - Beyond the Valley of 1984

#### Raccolte
- 1981 - Beyond the Valley of 1984/Metal Priestess
- 2001 - New Hope for the Wretched/Metal Priestess
- 2002 - Final Days: Anthems for the Apocalypse
- 2002 - New Hope for the Wretched [Expanded]
- 2002 - Put Your Love in Me: Love Songs for the Apocalypse (Plasmatics & Wendy O. Williams)

#### EP
- 1981 - Metal Priestess

### Con Little Steven & the Disciples of Soul

#### Album studio
- 1982 - Men Without Women
- 1984 - Voice of America
- 1999 - Born Again Savage

#### Raccolte
- 2005 - Men Without Women/Voice of America

### Con i Crown of Thorns

#### Album studio
- 1993 - Crown of Thorns
- 1996 - Mentally Vexed
- 1998 - Lost Cathedral
- 1999 - 21 Thorns
- 1999 - Breakthrough
- 1999 - The Burni
- 2000 - Destiny Unknown
- 2002 - Karma
- 2002 - Raw Thorns
- 2005 - Crown Jewels
- 2008 - Faith

#### EP
- 1995 - Train Yard Blues

### Altre collaborazioni

#### Album studio
- 1993 - I'm No Angel (Carole Davis)
- 2002 - Fight (Doro)

#### Album dal vivo
- 1999 - Bercy Night (Bruce Springsteen)

#### Raccolte
- 1999 - Transformation: The Best of Nona Hendryx (Nona Hendryx)

### Come produttore
- 1986 - Cobra (colonna sonora)
- 1988 - Ramones Mania (Ramones)
- 1989 - Brain Drain (Ramones)
- 1990 - All the Stuff (And More!) Volume 2 (Ramones)
- 1999 - Hey Ho! Let's Go: The Anthology (Ramones)
- 2002 - Loud, Fast Ramones: Their Toughest Hits (Ramones)
- 2003 - School of Rock (colonna sonora)
- 2005 - Weird Tales of the Ramones (Ramones)
- 2006 - Greatest Hits (Ramones)
- 2007 - CBGB Forever (AA.VV.)
- 2008 - Christmas a Go-Go (AA.VV.)
- 2009 - Saint Valentine's Day Massacre (Cocktail Slippers)